# Stefan Schmid (Leichtathlet)
Stefan Schmid (* 6. Mai 1970 in Würzburg) ist ein ehemaliger deutscher Leichtathlet. Er bestritt 31 Zehnkämpfe, von denen er 28 beendete. Er belegte 1997 und 2001 jeweils den siebten Platz bei den Weltmeisterschaften.

## Leben
Schmid bestritt 1990 seinen ersten Zehnkampf und erreichte auf Anhieb 7507 Punkte. Bis Ende des Jahres steigerte er sich auf 7532 Punkte. 1991 wurde er in München mit 7819 Punkten Dritter bei der ersten Deutschen Zehnkampfmeisterschaft nach der Wiedervereinigung. Bei der Universiade in Sheffield belegte Schmid mit 7626 Punkten den vierten Platz. Zum Ende der Saison steigerte Schmid seine Bestleistung auf 7866 Punkte. Ende Mai 1992 übertraf Schmid beim Mehrkampf-Meeting in Götzis mit 8012 Punkten erstmals die 8000-Punkte-Marke, erreichte damit aber gegen die Weltklasse nur den elften Platz. Ende August gewann er in Ahlen mit 7992 Punkten den Deutschen Meistertitel. 1993 wurde Schmid Vierter bei den Deutschen Meisterschaften in Vaterstetten. Beim Leichtathletik-Europacup der Mehrkämpfer in Oulu gewannen 1993 die Franzosen, Schmid belegte zusammen mit Paul Meier und Michael Kohnle den zweiten Platz, wobei Schmid mit 7982 Punkten den sechsten Platz in der Einzelwertung erreichte. Beim Länderkampf gegen die USA zum Saisonabschluss verbesserte Schmid in Aachen seine persönliche Bestleistung auf 8061 Punkte. 1994 verbesserte Schmid seine Bestleistung in Götzis auf 8201 Punkte und belegte damit den dritten Platz. Damit qualifizierte sich Schmid für die Europameisterschaften 1994 in Helsinki, wo er mit 8109 Punkten den fünften Platz belegte. Zum Saisonausklang 1994 steigerte sich Schmid als Sechster des Meetings in Talence auf 8309 Punkte.
In der Saison 1995 trat Schmid zu keinem Zehnkampf an, 1996 gab er bei der Olympiaqualifikation in Bernhausen nach dem 100-Meter-Lauf auf. Am 31. August und 1. September 1996 absolvierte Schmid seinen ersten Zehnkampf nach fast zwei Jahren. Bei den Deutschen Meisterschaften in Vaterstetten gewann er den Titel und steigerte seine persönliche Bestleistung auf 8478 Punkte, wobei er mit 2,06 Meter im Hochsprung und 13,93 Sekunden im 110-Meter-Hürdenlauf zwei Karrierebestleistungen erzielte. Der komplette Wettkampf wurde allerdings aus den Ergebnislisten gestrichen, nachdem in Schmids Dopingprobe Spuren des Schmerzmittels Dextropropoxyphen gefunden wurden. Am 1. Juni 1997 beschloss der Weltverband IAAF eine Aberkennung der Leistung und eine rückwirkende dreimonatige Dopingsperre. Den Deutschen Meistertitel 1996 erhielt nachträglich Michael Kohnle.
Zwischen dem Wettkampf in Vaterstetten und der Entscheidung der IAAF hatte Schmid nur an einem Hallenwettkampf teilgenommen. Während die IAAF tagte, qualifizierte sich Schmid in Ratingen mit 8279 Punkten für die Weltmeisterschaften 1997 in Athen. Dort erreichte Schmid 8360 Punkte und belegte damit den siebten Platz. Im Jahr darauf brach Schmid den Qualifikationswettkampf in Ratingen ab, durfte aber trotzdem zu den Europameisterschaften 1998 nach Budapest fahren. Dort erzielte er 8011 Punkte und Rang 14. 1999 nahm Schmid nur an den Deutschen Meisterschaften in Lage teil, wo er mit 7981 Punkten den zweiten Platz hinter Mike Maczey erreichte. 2000 nahm Schmid am Meeting in Götzis teil und belegte mit 8445 Punkten den achten Platz. Als Sieger der Olympiaqualifikation in Ratingen steigerte er seine Bestleistung auf 8485 Punkte. In Sydney erreichte er 8206 Punkte und wurde damit Olympianeunter. 2001 gewann Schmid in Ratingen die Qualifikation für die Weltmeisterschaften in Edmonton. Dort belegte er mit 8307 Punkten den siebten Platz. Seinen letzten internationalen Zehnkampf bestritt Schmid 2002 in Bydgoszcz. Zusammen mit Mike Maczey und Florian Schönbeck gewann er den Europacup und belegte in der Einzelwertung mit 7825 Punkten den dritten Platz.
Schmid trat während seiner gesamten Karriere für die LG Karlstadt an. Bei einer Körpergröße von 1,87 m betrug sein Wettkampfgewicht 85 kg. Schmid betreibt seit vielen Jahren ein Fitness-Studio in Karlstadt.

## Bestleistungen
| Disziplin                    | Bestleistung    | Jahr und Ort      |
| ---------------------------- | --------------- | ----------------- |
| 100 m                        | 10,69 Sekunden  | 2000 in München   |
| Weitsprung                   | 7,83 Meter      | 1994 in Talence   |
| Kugelstoßen                  | 14,73 Meter     | 1998 in Budapest  |
| Hochsprung                   | 2,01 Meter      | 2000 in Ratingen  |
| 400 m                        | 47,86 Sekunden  | 2001 in Edmonton  |
| 110 m Hürden                 | 14,16 Sekunden  | 2001 in Nürnberg  |
| Diskuswurf                   | 45,16 Meter     | 1998 in Osterholz |
| Stabhochsprung               | 5,10 Meter      | 2001 in Edmonton  |
| Speerwurf                    | 71,68 Meter     | 1994 in Talence   |
| 1500 m                       | 4:26,51 Minuten | 1994 in Helsinki  |
| Zehnkampf                    | 8485 Punkte     | 2000 in Ratingen  |
| Siebenkampf (Hallenleistung) | 6058 Punkte     | 1997 in Fürth     |